# Rdeča mestna hiša
Rdeča mestna hiša nemško Rotes Rathaus (nemško: [ˈʁoːtəs ˈʁaːtˌhaʊs] () je mestna hiša v Berlinu v Nemčiji, ki stoji v okrožju Mitte na Rathausstraße blizu Alexanderplatza. Je dom vladajočega župana in vlade (senata Berlina) dežele Berlin. Ime znamenite stavbe izhaja iz oblikovanja fasade z rdečo klinker opeko.

## Zgodovina
Rathaus - mestna hiša je med letoma 1861 in 1869 v slogu visoke renesanse severne Italije zgradil Hermann Friedrich Waesemann. Zgledoval se je po stari mestni hiši Thorn (danes Toruń, Poljska), medtem ko arhitektura stolpa spominja na stolp stolnice Notre-Dame de Laon v Franciji. Zamenjala je več posameznih stavb iz srednjega veka in zdaj zavzema cel mestni blok.
Stavba je bila močno poškodovana zaradi zavezniškega bombardiranja v drugi svetovni vojni in obnovljena po prvotnih načrtih med letoma 1951 in 1956. Neues Stadthaus, ki je preživela bombardiranje in je bila prej glavni urad berlinskega občinskega požarnega zavarovanja Feuersozietät na Parochialstraße, je služila kot začasna mestna hiša za povojno mestno upravo za vse sektorje Berlina do septembra 1948. Po tem času so bili v njej samo tisti iz sovjetskega sektorja. Rekonstruirana Rdeče mestne hiše, ki je takrat bila v sovjetskem sektorju, je služila kot mestna hiša vzhodnega Berlina, medtem ko je bila Rathaus Schöneberg mestna hiša zahodnega Berlina. Rotes Rathaus (rdeča mestna hiša) se je figurativno uporabljala tudi za označevanje socialistične vlade Vzhodnega Berlina, Magistrat. Po združitvi Nemčije se je uprava ponovno združenega Berlina uradno preselila v Rotes Rathaus 1. oktobra 1991.

## Arhitektura
Stavba je sestavljena iz štirih traktov kvadratnega tlorisa s stranicami 99 m × 99 m, ki zapirajo tri odprta notranja dvorišča. Eno od dvorišč je v 2000-ih dobilo stekleno streho in se pogosto uporablja za večje sprejeme. Fasade na štirih uličnih frontah so strukturirane z ozkimi stranskimi rizaliti in širokim središčnim rizalitom. Na vogalih Jüdenstrasse in Spandauer Strasse so rizaliti zaključeni s poligonalnimi vogalnimi stolpi. Celoten objekt je okronan z obdajajočim glavnim vencem z atiko. Višina stavbe do te točke je 27 metrov. Pročelja, ki gledajo na Rathausstrasse in Gustav-Böß-Strasse, imajo obokane okenske niše, ki pokrivajo prvo in drugo nadstropje. Velika portalna niša tvori glavni vhod v stavbo sveta. V nišah ob glavnem portalu so bile prvotno bronaste skulpture. Leva skulptura kiparja Erdmanna Enckeja je upodabljala kralja Friderika I., desna pa kralja Viljema I. iz delavnice Karla Keila. Niše so od leta 1947 prazne.
Nekatere dele pročelja krasijo alegorične figure, okraski in tudi berlinski grb, ki ga je oblikoval Ferdinand August Fischer.

### Terakota friz
Izjemen je kiparski okras na balkonu v nivoju prvega nadstropja. Friz iz terakote (znan tudi kot kamnita kronika), sestavljen iz 36 reliefnih plošč velikosti 4 × 6 metrov z dogodki v zgodovini Berlina in Brandenburga od 12. stoletja do ustanovitve cesarstva leta 1871, so med letoma 1876 in 1879 ustvarili Ludwig Brodwolf, Alexander Calandrelli, Otto Geyer in Rudolf Schweinitz.

### Stolp
Višino stolpa, ki ga je izbral arhitekt (74 metrov do parapeta in 94 m do vrha), zgodovinarji vidijo kot »znak državljanskega ponosa Berlinčanov v 19. stoletju«, ker je bil višji od kupole berlinske mestne palače.
Stolp mestne hiše s svojim baldahinom in sproščenimi vogali določa mestno obzorje. Tlorisno meri okoli 12 metrov × 13 metrov, na ploščad vodi 375 stopnic. Horizontalno je stolp poudarjen s stebri in pilastri iz peščenjaka. Na vsaki strani stolpa so v majhnih erkerjih heraldične živali iz barvne glazirane gline, skupaj osem medvedov, ki so nastali po načrtih Friedricha Wilhelma Wolffa.
Veliko okroglo stolpno uro je dostavil Johann Mannhardt iz Mannheima. Prvotna stolpna ura, ki je bila po vojni prenovljena, ima štiri številčnice s premerom 4,75 metra s kovaško sprednjo stranjo ter dva metra dolg minutni in 1,30 metra dolg urni kazalec. V ta namen so postavili stolpni zvon, ki se oglasi vsake četrt ure z noto C, urni udarec pa je usklajen z noto D. Leta 1894 so bile v štiri kotne niše stolpa postavljene alegorične figure. Prikazujejo ribištvo (kipar Adolf Brütt), pomorstvo (kipar Ernst Herter), trgovino (kipar Peter Breuer) in poljedelstvo (kipar Otto Geyer).
Stolp ni v uporabi, zato so se tu lahko naselili sokoli selci. V nasprotnem primeru bi ga bilo mogoče uporabiti kot razgledni stolp.
- Stolp in ura Rotes Rathaus
- Rotes Rathaus ponoči
- Pogled s Belinskega TV stolpa
- Rotes Rathaus in Neptunov vodnjak
- Vhodna dvorana Rathausa
- Mestna hiša Toruń, navdih za Rotes Rathaus

## Notranjost
V pritličju in prvem nadstropju je vhodna veža s stopniščem, veža, preddverje, garderobe, sejna soba mestnega sveta (danes dvorana za grbe, ki prikazuje grbe vseh 20 berlinskih mestnih četrti, ki so obstajale v 1950-ih), jedilnica, stebričasta dvorana z Galerijo, veža pred županovimi sobanami.
V preddverju je steklena vitrina, v kateri je odprta aktualna Zlata knjiga. Od uvedbe knjige častnih gostov leta 1918 so se vanjo vpisali številni ugledni obiskovalci, med njimi številni politiki, znanstveniki, umetniki in športniki. Trenutno (od leta 2018) je v uporabi že deveta tovrstna knjiga, prejšnje so shranjene bodisi v arhivu bodisi neposredno v mestni hiši. Preden se gosti podpišejo, kaligraf pripravi ustrezno besedilo. V drugih vitrinah so izbrana častna darila visokih državnih gostov.
Stopnice so bile izdelane iz črnega sienita. Nekateri notranji stebri stavbe so izdelani iz litega železa, številni stebri so izdelani iz peščenjaka, pogosto prekritega s štukatnim marmorjem (Stucco lustro). Novi radiatorji so dobili umetniško kovane rešetke iz delavnice Fritza Kühna, ki je predelal tudi okenske mreže na Rathausstrasse.
Pri oblikovanju reprezentativnih prostorov so svetovalno ali praktično sodelovali številni znani umetniki, med drugim Hugo Vogel in Georg Bleibtreu. Zadnje poteze s čopičem so bile narejene šele v 1890-ih. Na stene so dali naslikati zgodovinske prizore, ki jih od obnove v 1950-ih ni bilo. Freske v sejni sobi magistrata so prikazovale večje pruske vladarje v primernih oblačilih in s cesarskimi insignijami. Potem ko je moralo mesto Berlin zaradi poskusa atentata na cesarja Viljema I. odpovedati sprejem ob koncu Berlinskega kongresa, ki je bil namenjen tudi otvoritvi plesne dvorane, je župan Hermann Duncker podaril zgodovinskemu slikarju Antonu von Wernerju nalogo spremljanja udeležencev kongresa na zadnjem srečanju v palači Schlossschulenburg pri slikanju. Velika oljna slika je krasila plesno dvorano v posebej izdelanem razstavnem okviru, dokler je v času nacizma niso preselili v dvorano brez javnega dostopa. Po letu 1945 jo je sprva izropala sovjetska umetnost, po vrnitvi v NDR pa so jo shranili. Do leta 1990 je plesna dvorana služila kot sejna soba mestnega sveta vzhodnega Berlina, imenovana Velika dvorana. V okviru prenove bo slika ponovno na ogled na stari lokaciji. V današnji dvorani s stebri je bila prvotno knjižnica sveta.
Skupno ima mestna hiša 252 pisarn in 15 sob za sestanke in dogodke.

### Klet
Vse prej zgrajene mestne hiše so imele restavracijo v kleti, običajno imenovano Ratskeller. Ratstrinkstube ali Bernauer Keller sta bila pogosto zbirališča strankarsko razpoloženih svetnikov. Ime mesta Bernau je nastalo zaradi piva Bernau, ki ga tukaj strežejo. Novi Ratskeller se je raztezal vzporedno s Königstrasse čez celotno širino stavbe. Svoje sobe in sosednje sobe je odprl 5. oktobra 1869. Tu so se srečevali tudi umetniki, ki so sodelovali pri oblikovanju. Restavracija, vinski in pivski bar, je bila prav tako odprta za vse Berlinčane in je bila dobro obiskana. Po poškodbah v drugi svetovni vojni je bila Ratskeller obnovljena in ponovno odprta leta 1964 s petimi sobami za goste. Njen osrednji del, osmerokotna pivnica, je bila neposredno pod stolpom mestne hiše z masivnim nosilnim stebrom na sredini, ki podpira stolp mestne hiše. Tu je bil leta 1861 položen temeljni kamen za gradnjo. Leta 1991 je bila Ratskeller zaprta. Zdaj je menza, ki je tudi redno odprta za javnost. Dobavlja ga USE in ponuja predvsem preprosto nemško kuhinjo. Pogosti uporabniki so starejši iz sosednjih objektov in stanovanjskih objektov ter turisti.
V kleti je tudi 500 kvadratnih metrov veliko skladišče, v katerem so originalni gradniki, okrasni kamni, kot so okraski, rozete in plošče z berlinskim medvedom in brandenburškim orlom, ter šablone za vlivanje. Ti dragoceni gradbeni elementi (ocenjena vrednost dva milijona evrov) se uporabljajo za hitro obnovo delov stavbe po standardih dediščine, potem ko so jih uničila neurja ali preprosto odpadli zaradi vremenskih vplivov.

## Umetnine in strukturne spremembe iz 20. stoletja
Med obnovo so načrtovalci odstranili ali opustili kipe, doprsne kipe in velikanske slike Hohenzollernov, ki so bili »zaprašeni ostanki preteklih dob«. Druge skulpture so dobile nove lokacije, na primer upodobitev Spree kiparja Jeremiasa Christensena, ki je od leta 1955 v Berlinskem živalskem vrtu.
Istočasno so nad nekdanjo magistratno sejno sobo in veliko vežo postavili spuščen strop. Tako so nastali novi pisarniški prostori in prostori za predstavništvo župana z okensko sprednjo stranjo na Rathausstrasse. Magistratsko sejno sobo so preselili v prvo nadstropje nad vhodom na Jüdenstrasse. Prejšnja soba magistratov ni bila dobro sprejeta. V opisu mestnega sindika Friedricha Langea leta 1920 je bilo rečeno: »neprijazna, temna, zatohla soba s predpotopnimi grelnimi stebri, brez kakršnega koli prezračevanja, katere obremenjujoč vtis krepijo oljne slike, ki so bile večje od naravnih velikosti nekdanjega Hohenzollerji in župani na obzidju. Ohranjanje tradicije ni nujno povezano z lažno varčnostjo in neokusno nekulturo. A vse skupaj se sklada z barakarskimi stopnicami in hodniki hiše.«